# Протипоточний обмінник у нирках
Протипоточний обмінник в нирках - це система петлі нефрона та збиральних трубочок, котрі завдяки своїм функціям забезпечують процес концентрування сечі. Робота обмінника створює можливість урівноваження концентрації осмотично активних речовин у сечі та інтерстиції нирок, завдяки пасивному переміщенню води за осмотичним градієнтом. Сеча рухається по канальцях у протилежних напрямках, а процеси транспорту речовин в одній частині підсилюються за рахунок діяльності іншої.

## Історія відкриття
Механізм та властивості протипоточного обміника були відкриті у 1951 році професором Вернером Куном та його колишніми студентами, які описали процеси, що відбувались у петлі Генле в нирках ссавців, і назвали їх протипоточним примножувачем. Їх знахідка була підтверджена лабораторними даними професора Карла В.Готшалька у 1958 році. Теорія була визнана лише через рік після того, як допитливий дослідник довів, що майже не існує осмотичної різниці між рідинами з обох боків нефрона. Гомер Сміт, визнаний авторитет у фізіології нирок, виступав проти існуючої моделі протипоточного обмінника протягом 8 років і лише у 1959 році поступився своїм переконанням. З того часу у біологічних системах було знайдено чимало подібних механізмівen:Countercurrent exchange#History.

## Механізм утворення градієнту концентрації
Робота протипоточного обмінника залежить від наступних властивостей петлі нефрону:
1. Анатомічна будова петлі дозволяє рухатися рідині у протилежних напрямках по суміжних паралельних колінах: низхідному та висхідному.
2. Стінка низхідної частини проникна лише для води.
3. У висхідному коліні реабсорбуються тільки солі, що дозволяє встановити осмотичний градієнт.

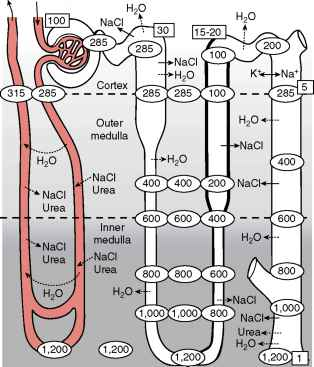
Механізм утворення осмотичного градієнту

### Низхідна частина
У низхідному коліні петлі Генле, стінка якого є добре проникною для води (наявні аквапорини CAQP1), але не пропускає іони, відбувається пасивна реабсорбція води за градієнтом концентрації у гіперосмотичний інтерстицій, що призводить до концентрування сечі. Осмотична концентрація первинної сечі, котра надходить до низхідної петлі, рівнозначна концентрації солей у плазмі та становить 280—300 мосмль/кг. Поступово, рухаючись по петлі, вода виходить з просвіту канальця, та осмоляльність урівноважується з інтерстиціальною концентрацією солей, досягаючи максимуму (1400—1450 мосмоль/кг) у місці згину петлі (зона сосочка нирки).

### Висхідна частина
Провідну роль у роботі обмінника відіграє висхідне коліно петлі Генле, у якому реабсорбуються катіони та аніони (дифузією у тонкому сегменті та активним транспортом у товстому), проте лишається непроникним для води. у результаті інтерстиційна рідина стає гіперосмотичною по відношенню до вмісту низхідного коліна, а осмоляльність сечі поступово знижується і в корковий відділ дистального канальця надходить гіпотонічна сеча (100-200 мосмоль/л), кількість якої значно знижена, через всмоктування солей та води у петлі. Осмотичний тиск в оточуючих тканинах зростає у висхідному напрямку. Таким чином, підвищуючи концентрацію солей у міжклітинному просторі, висхідне коліно петлі створює умови для пасивної реабсорбції води у низхідному коліні

### Збиральні трубки
Гіпоосмотична сеча надходить у дистальні канальця нефрона і далі у збирні трубки, де й формується остаточна осмоляльність сечі,  яка залежить від наявності антидіуретичного гормону (АДГ), який діє саме у збиральних трубочках і регулює ступінь проникності стінок канальців для води. Під дією АДГ відбувається факультативна реабсорбція води, що синхронізована з ступенем гідратації організму. При надлишку води з організму виводиться значний об'єм гіпотонічної сечі, а при недостачі - невелика кількість гіперосмотичної сечі (максимальне значення осмоляльності сечі може досягати 1450 мосмоль/кг, тобто урівноважуватися з максимальним значенням осмотичної концентрації інтерстиція). 

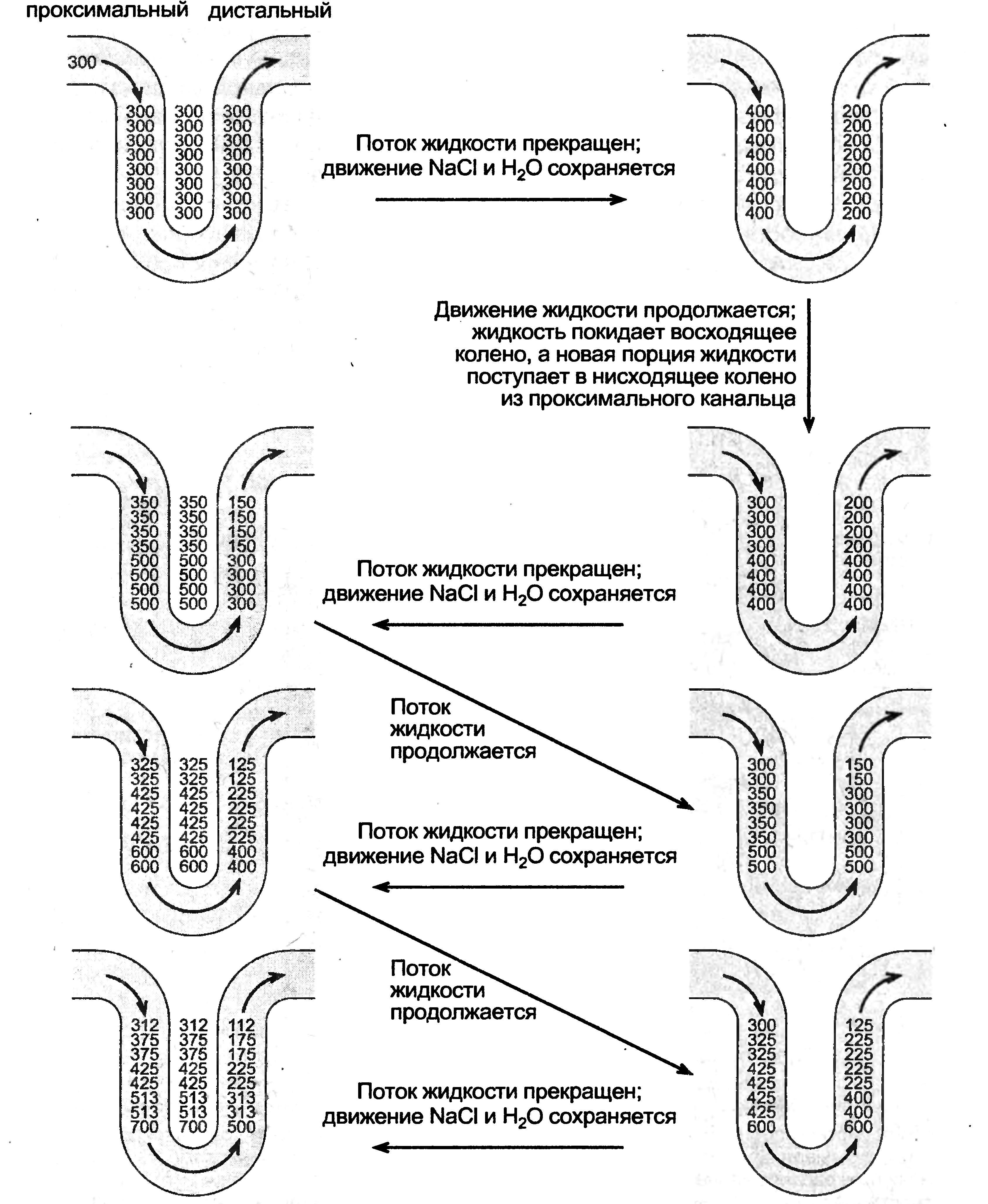
Протипоточний обмінник у петлі Генле

## Судини мозкової частини як протипоточні обмінники
Створення градієнту концентрації солей у петлі Генле неможливо без судин мозкової частини (vasa recta), які про ходять паралельно колінам петлі та збиральним трубкам. Якщо процеси у петлі направлені на встановлення та примноження концентраційного градієнту, то vasa recta лише підтримує та зберігає його. Оскільки плазма крові (300 мосм/л) надходить до мозкової частини, інтерстицій якого має високу концентрацію солей, то вода із капілярів мала б виходити назовні, а іони - помпуватися у середину. Такий процес спонукав би наближення градієнту до нуля. Однак, завдяки шпилькоподібній будові vasa recta у висхідній частині відбувається зворотній перебіг подій, що дозволяє пасивно підтримувати вже створену концентрацію солей, а також зводить до мінімуму втрати розчинених речовин та води з інтерстиціального простору завдяки дифузії.
Недоліком vasa recta є видалення більшого об'єму розчинених речовин, які накопичились у процесі дифузії, ніж води, що є причиною меншої інтенсивності мозкового кровотоку порівняно з кірковим. Однак він має бути достатньо виражений, щоб виносити з током крові реабсорбовану воду та хлорид натрію. Згідно з цим зміни мозкового кровотоку будуть зменшувати інтерстиціальний градієнт та ступінь гіперосмолярності сечі.

## Регуляція
Вода реабсорбується шляхом пасивної дифузії, а от транспорт Na+ і Cl- АТФ-залежним активним транспортом, який регулюється АДГ. Антидіуретичний гормон діє у збиральних трубочках, де наявні Аквапорини (AQP2) та рецептори АДГ типу V2. При дефіциті води осмоляльніть плазми крові підвищується, а артеріальний тиск знижується, що стимулює виділення АДГ нейрогіпофізом. Наявність АДГ викликає утворення аквапоринів на люмінальній мембрані головних клітин збиральних трубочок, і відбувається екстракція води із сечі, що призводить до максимального антидіурезу (виведення невеликої кількості концентрованої сечі). У випадку надлишку води в організмі система працює навпаки: осмоляльність плазми знижується, АДГ не виділяється, аквапорини на мембрані збирних трубочок відсутні, що призводить до виведення значної кількості рідини нирками.Сечовина також відіграє важливу роль у концентруванні сечі. Білкова дієта призводить до збільшення утворення сечовини, що підвищує здатність нирок концентрувати сечу.
Порушення механізму концентрування сечі відбувається найчастіше через:
1. Підвищений кровотік в мозковій частині нирки (через вимивання Na+, Cl- і сечовини);
2. При вживанні осмотичних чи петльових діуретиків;
3. У разі зниження секреції (центральний нецукровий діабет) чи неефективності АДГ (нефрогенний нецукровий діабет).